# Nunziatura apostolica in Italia
La nunziatura apostolica in Italia è la nunziatura apostolica nata dopo che la Santa Sede e lo Stato italiano hanno allacciato relazioni diplomatiche il 24 giugno 1929 in seguito alla firma dei Patti Lateranensi, che pose fine alla Questione romana e portò al reciproco riconoscimento dei due stati.
La nunziatura ha sede presso Villa Giorgina a Roma.
Tradizionalmente il nunzio apostolico in Italia è anche nunzio nella Repubblica di San Marino.
Contrariamente alle funzioni che il nunzio apostolico esercita in tutti gli Stati, il nunzio apostolico in Italia non ebbe un ruolo di vaglio delle candidature episcopali, che fino al 1986 era esercitato direttamente dalla Santa Sede. Infatti, dopo i Patti Lateranensi le candidatura episcopali italiane erano vagliate dalla Congregazione Concistoriale in stretta collaborazione con la Congregazione per gli Affari Ecclesiastici Straordinari. La situazione è mutata appunto il 22 maggio 1986, quando papa Giovanni Paolo II sancì la fine dell'eccezione italiana per le nomine episcopali.
L'attuale nunzio apostolico è l'arcivescovo Petar Rajič, nominato da papa Francesco l'11 marzo 2024.

## Nunzi apostolici in Italia
- Francesco Borgongini Duca † (30 giugno 1929 - 12 gennaio 1953 dimesso)
- Giuseppe Fietta † (26 gennaio 1953 - 13 dicembre 1958 ritirato)
- Carlo Grano † (13 dicembre 1958 - 1967 nominato officiale della Curia romana)
- Egano Righi-Lambertini † (8 luglio 1967 - 23 aprile 1969 nominato nunzio apostolico di Francia)
- Romolo Carboni † (26 aprile 1969 - 19 aprile 1986 ritirato)
- Luigi Poggi † (19 aprile 1986 - 9 aprile 1992 nominato pro-archivista e pro-bibliotecario di Santa Romana Chiesa)
- Carlo Furno † (15 aprile 1992 - 26 novembre 1994 dimesso)
- Francesco Colasuonno † (12 novembre 1994 - 21 febbraio 1998 dimesso)
- Andrea Cordero Lanza di Montezemolo † (7 marzo 1998 - 17 aprile 2001 ritirato)
- Paolo Romeo (17 aprile 2001 - 19 dicembre 2006 nominato arcivescovo di Palermo)
- Giuseppe Bertello (11 gennaio 2007 - 1º ottobre 2011 nominato presidente del Governatorato dello Stato della Città del Vaticano)
- Adriano Bernardini (15 novembre 2011 - 12 settembre 2017 ritirato)
- Emil Paul Tscherrig (12 settembre 2017 - 11 marzo 2024 ritirato)
- Petar Rajič, dall'11 marzo 2024